# Сонжи де Курбон, Николя Мари
Николя-Мари Сонжи де Курбон (фр. Nicolas-Marie Songis des Courbons; 1761—1810) — французский военный деятель, артиллерист, первый генеральный инспектор артиллерии (с 1804 года), дивизионный генерал (1800 год), граф (1809 год), участник революционных и наполеоновских войн. Имя генерала выбито на Триумфальной арке в Париже. Похоронен в Пантеоне.

## Биография
Родился в семье коннетабля короля и президента соляного амбара Симона Сонжи (фр. Simon Joseph Songis; 1717—1802) и его супруги Франсуазы Лефебюр(фр. Françoise Edmée Lefebure; ок.1720—1797). Его старший брат Шарль (фр. Charles Louis Didier SOongis; 1752—1840) также дослужился до звания дивизионного генерала.
Получив образование в артиллерийской школе Седана, 1 августа 1779 года вступил студентом в королевский артиллерийский корпус. Второй лейтенант в 4-м артиллерийском полку 18 июля 1780 года, 3 июня 1787 года был назначен капитаном. Он служил во время революционных войн в рядах Северной армии. Когда Дюмурье перебежал к противнику, Сонжи, второй командующий артиллерией в Сент-Амане, берёт 80 тяжёлых крепостных орудий и эвакуирует их в Валансьен.
28 декабря 1793 года был произведён во временные командиры батальона 4-го артиллерийского полка. 20 мая 1795 года зачислен в ряды 8-го полка пешей артиллерии. С 1796 года служит под началом генерала Бонапарта в Италии. Отличился в сражениях при Сало 31 июля 1796 года, при Лонато 3 и 4 августа 1796 года и при Кастильоне 5 августа 1796 года. 15 августа 1796 года произведён в полковники и возглавил 1-й полк конной артиллерии.
9 января 1798 года занял должность начальника штаба артиллерии Английской армии в Дуэ, а 23 июня 1798 года возглавил артиллерийский парк Восточной армии. Принял участие в Египетской кампании Наполеона. Во время сирийской экспедиции участвовал в захвате Яффы с 3 по 7 марта 1799 года и находился в штаб-квартире при осаде Акры с 20 марта по 21 мая 1799 года. Храбрость и интеллект, которые он проявил в ходе данных событий принесли ему звание бригадного генерала 18 мая 1799 года. Затем он возглавил всю артиллерию Восточной армии. 6 января 1800 года был произведён в дивизионные генералы. Сонжи развернул неутомимую деятельность при осаде Александрии с 17 августа по 2 сентября 1801 года.
По возвращении во Францию, 20 ноября 1801 года получил под своё начало артиллерию Консульской гвардии. При провозглашении Империи, получил почётный пост Первого генерального инспектора артиллерии (6 июля 1804 года), затем был награждён знаком Большого Орла ордена Почётного легиона (2 февраля 1805 года).
Возглавлял артиллерию сперва Армии Берегов Океана, затем Великой Армии. Участвовал в кампаниях 1805-07 годов. За успехи был награждён орденом Железной Короны (кавалер, 25 февраля 1806 года).
15 марта 1809 года был назначен командующим артиллерией Армии Германии, и принял участие в Австрийской кампании 1809 года. 15 июня, после сражения при Асперн-Эсслинге, вернулся во Францию по причине тяжёлой болезни.
27 декабря 1810 года умер в Париже после продолжительной болезни. Был похоронен в Пантеоне. Имя генерала выбито на Триумфальной арке.

## Воинские звания
- Кадет (1 августа 1779 года);
- Второй лейтенант (18 июля 1780 года);
- Лейтенант (3 октября 1784 года)
- Капитан (3 июня 1787 года);
- Командир батальона (28 декабря 1793 года, утверждён 3 июня 1795 года);
- Полковник (15 августа 1796 года, утверждён 14 сентября 1796 года);
- Бригадный генерал (18 мая 1799 года);
- Дивизионный генерал (6 января 1800 года);
- Первый генеральный инспектор артиллерии (с 6 июля 1804 года по 27 декабря 1810 года).

## Титулы
- Граф Сонжи и Империи (декрет от 19 марта 1808 года, патент подтверждён 1 апреля 1809 года)[2].

## Награды
Легионер ордена Почётного легиона (11 декабря 1803 года)
 Великий офицер ордена Почётного легиона (14 июня 1804 года)
 Знак Большого Орла ордена Почётного легиона (2 февраля 1805 года)
 Кавалер ордена Железной короны (25 февраля 1806 года)